# Mindscape France
Pour les articles homonymes, voir Mindscape.
Mindscape France est une entreprise de logiciels éducatifs française fondée[Où ?] en 1994 par Michel Bussac sous le nom d'Edusoft. Elle ferme en 2011.

## Histoire
Les origines de Mindscape France sont retracées vers la fin des années 1970 avec une petite entreprise française spécialisée dans les logiciels éducatifs appelée Cedic-Nathan, qui, après plusieurs années d'activités, sera rebaptisée Nathan Logiciels en 1989 et implantée à Gentilly, dans le Val-de-Marne,. Nathan Logiciels continue de développer des jeux éducatifs, allant de la maternelle jusqu'aux études du BAC sur PC et Atari, comme entre autres la série des jeux Le Bureau magique. 
En 1994, le groupe Nathan se sépare de Nathan Logiciels, qui est rachetée la même année par son directeur Michel Bussac. Michel Bussac rebaptise Nathan Logiciels en Edusoft,,. Sous ce nouveau nom, la société emménage ses locaux à Malakoff, dans les Hauts-de-Seine, et poursuit son activité quasi exclusivement sur format CD-ROM. À cette époque, la presse française cite le nom d'Edusoft : Pour L'Express de mai 1995, Edusoft est « le premier distributeur français de logiciels éducatifs ». Pour Les Échos d'août 1996, Edusoft est l'un des « principaux éditeurs français de jeux éducatifs ». Cependant, en 1996, Michel Bussac cède Edusoft au groupe américain Softkey, qui avait acquis la société américaine The Learning Company (TLC) un an auparavant. Edusoft fusionne avec Personal Soft, une filiale française du groupe Softkey, et devient TLC-Edusoft, puis The Learning Company France. En janvier 1998, TLC-Edusoft détenait 250 titres et comptait 53 400 CD-Rom vendus en octobre 1997. En ce temps, son chiffre d'affaires était estimé à 8 millions de francs. Entretemps, sous l'impulsion de son PDG Jean-Pierre Nordman, TLC-Edusoft, sort cinq encyclopédies : Le Corps humain, Encyclopédie générale, Atlas mondial, Dictionnaires vivants).
De Malakoff, la société déménage au mois d'août 2000 à Boulogne-Billancourt. En 2001, TLC-Edusoft est rachetée par Mindscape, et devient Mindscape France. Mindscape est réputé pour ses jeux dérivés de jeux inspirées de séries télévisées. Pour exemple, c'est Mindscape qui s'occupera de la version boite et de la traduction française (longtemps demandée des joueurs) de Torchlight, un jeu hack 'n' slash indépendant d'anciens employés de Blizzard. La gestion du site est reprise par la maison mère : Mindscape BV (Laan van Kronenburg 14, 1183 AS Amstelveen) et la société est liquidée en 2011.